# Kirkland Lake
Kirkland Lake ist eine Gemeinde im Nordosten der kanadischen Provinz Ontario. Sie liegt im Timiskaming District und hat den Status einer Single Tier.
Bis 1972 war die Gemeinde als „Township of Teck“ bekannt und wurde mit Wirkung zum 1. Januar 1972 in „Town of Kirkland Lake“ umbenannt.
In Kirkland Lake hat das Northern College of Applied Arts and Technology einen Campus.
In der Gemeinde lebt eine relevante Anzahl an Franko-Ontariern. Bei offiziellen Befragungen gaben rund 15 % der Einwohner an, Französisch als Muttersprache oder Umgangssprache zu verwenden. Obwohl die Provinz Ontario offiziell nicht zweisprachig ist, sind nach dem „French Language Services Act“ die Provinzbehörden verpflichtet, ihre Dienstleistungen in bestimmten Gebieten, dazu gehört auch der gesamte Timiskaming District, zusätzlich in französischer Sprache anzubieten. Die Gemeinde selber gehört der Association française des municipalités d’Ontario (AFMO) an und fördert die französische Sprachnutzung auch auf Gemeindeebene.

## Lage
Die Gemeinde Kirkland Lake liegt östlich des gleichnamigen Kirkland Lake und westlich des Gull Lake nahe der Grenze zur benachbarten Provinz Quebec sowie etwa 80 Kilometer nördlich von Timiskaming Shore bzw. 300 Kilometer nördlich von Greater Sudbury.

## Demografie
Der Zensus im Jahr 2016 ergab für die Siedlung eine Bevölkerungszahl von 7981 Einwohnern, nachdem der Zensus im Jahr 2011 für die Siedlung eine Bevölkerungszahl von noch 8133 Einwohnern ergeben hatte. Die Bevölkerung hat damit im Vergleich zum letzten Zensus im Jahr 2011 entgegen dem Trend in der Provinz um 6,0 % abgenommen, während der Provinzdurchschnitt bei einer Bevölkerungszunahme von 4,6 % lag. Bereits im Zensuszeitraum 2006 bis 2011 hatte die Einwohnerzahl in der Siedlung entgegen dem Trend um 1,4 % abgenommen, während sie im Provinzdurchschnitt um 5,6 % zunahm.

## Wirtschaft
Die wichtigste Wirtschaftsbranche in der Stadt ist der Goldabbau. Das kanadische Bergbauunternehmen Kirkland Lake Gold betreibt hier eine Goldmine.

## Verkehr
Kirkland Lake liegt am Ontario Highway 66, der zum Netz des Trans-Canada Highway-Systems gehört. Außerdem endet in der Gemeinde der Ontario Highway 112. Öffentlicher Personennahverkehr wird hier durch die Ontario Northland Transportation Commission betreut.
Der örtliche Flughafen (IATA-Code: YKX, ICAO-Code: CYKX, Transport Canada Identifier: -) liegt etwa elf Kilometer nordöstlich der Stadtgrenze und hat nur eine asphaltierte Start- und Landebahn von 1373 Metern Länge.

## Sehenswürdigkeiten
In der Gemeinde findet sich neben dem Museum of Northern History als zweites Museum das Hockey Heritage North. Außerdem wird in Kirkland Lake mit dem „Kirkland Lake Miners’ Memorial“ der im Goldbergbau beschäftigten Bergarbeiter gedacht.
Das „Sir Harry Oakes’ Chateau“ genannte ehemalige Wohnhaus des Goldminenbesitzers und Unternehmers Sir Harry Oakes gilt heute als von historischem Wert und beherbergt inzwischen das „Museum of Northern History“.

## Söhne und Töchter der Stadt
- Ralph Backstrom (1937–2021), Eishockeyspieler
- Mario Bernardi (1930–2013), Dirigent und Pianist
- Rodger Doner (1938–2022), Ringer
- Dick Duff (* 1936), Eishockeyspieler
- Larry Hillman (1937–2022), Eishockeyspieler
- Wayne Hillman (1938–1990), Eishockeyspieler
- Michael Hogan (* 1949), Schauspieler
- Jim Irons (1937–2014), Mittelstreckenläufer
- Kurtis McLean (* 1980), Eishockeyspieler
- Bob Murdoch (1946–2023), Eishockeyspieler, -trainer und -scout
- Claude Noël (* 1955), Eishockeyspieler und -trainer
- Barclay Plager (1941–1988), Eishockeyspieler und -trainer
- Bob Plager (1943–2021), Eishockeyspieler, -trainer und -funktionär
- Daren Puppa (* 1965), Eishockeytorwart
- Dick Redmond (* 1949), Eishockeyspieler
- Mickey Redmond (* 1947), Eishockeyspieler
- Alan Thicke (1947–2016), Schauspieler, Talk- und Gameshow-Moderator und Songwriter
- Mike Walton (* 1945), Eishockeyspieler
- Tom Webster (1948–2020), Eishockeyspieler